# Șirlău, Satu Mare
Șirlău (în maghiară Sellő) este un sat în comuna Bătarci din județul Satu Mare, Transilvania, România. Se află la granița cu Ucraina, în dreptul satului Holmoveț, și este dispus de-a lungul străzii principale a satului, DC4, care îl leagă de DJ109M la Comlăușa.
 Acest articol despre o localitate din județul Satu Mare este deocamdată un ciot. Puteți ajuta Wikipedia prin completarea lui.